# Pteropus lylei
La volpe volante di Lyle (Pteropus lylei K.Andersen, 1908) è un pipistrello appartenente alla famiglia degli Pteropodidi, diffuso in Indocina.

## Descrizione

### Dimensioni
Pipistrello di grandi dimensioni, con lunghezza della testa e del corpo tra 200 e 250 mm, la lunghezza dell'avambraccio tra 145 e 160 mm, la lunghezza del piede tra 40 e 45 mm, la lunghezza delle orecchie tra 35 e 39 mm e un peso fino a 480 g.

### Aspetto
La pelliccia è corta e schiacciata sulla schiena. Il colore del dorso è bruno-nerastro, cosparso di peli grigiastri, mentre le parti ventrali sono nerastre. Il collare, la nuca, la fronte e la zona tra gli occhi sono giallo-brunastre. Il muso è lungo, affusolato e nerastro. Le narici sono leggermente tubulari e separate da un profondo solco longitudinale. Le orecchie sono lunghe e appuntite. La tibia è priva di peli. È privo di coda mentre l'uropatagio è ridotto ad una sottile membrana lungo la parte interna degli arti inferiori più sviluppato al centro.

## Biologia

### Comportamento
Forma grandi colonie su alberi privati del fogliame.

### Alimentazione
Si nutre di frutta coltivata, e pertanto è considerata un grave problema per gli agricoltori.

## Distribuzione e habitat
Questa specie è diffusa in Indocina: Thailandia centro-orientale, Cambogia e Vietnam meridionali.
Sono stati riportati anche esemplari nel Laos e nella provincia dello Yunnan, Cina meridionale.
Vive nelle foreste tropicali ed anche nelle mangrovie.

## Tassonomia
In accordo alla suddivisione del genere Pteropus effettuata da Andersen, P. lylei è stato inserito nello P. vampyrus species Group, insieme a P. vampyrus stesso e P. giganteus. Tale appartenenza si basa sulle caratteristiche di non avere un ripiano basale nei premolari e di avere orecchie lunghe ed appuntite.
Altre specie simpatriche dello stesso genere: P. vampyrus e P. hypomelanus.

## Conservazione
La IUCN Red List, considerato che la popolazione si è ridotta di oltre il 30% negli ultimi 15 anni, e che il declino continuerà a causa della caccia e della deforestazione, classifica P. lylei come specie vulnerabile (VU).